# 聖馬科斯省 (秘魯)
聖馬科斯省（西班牙語：Provincia de San Marcos），是秘魯的省份，位於該國北部卡哈馬卡大區，首府是聖馬科斯，始建於1982年12月11日，面積1,362平方公里，2005年人口51,717，人口密度每平方公里37.97人。
7°20′07″S 78°10′11″W / 7.33528°S 78.16972°W